# Diplasiolejeunea ornata
Diplasiolejeunea ornata är en bladmossart som beskrevs av Pócs et Schäf.-verw.. Diplasiolejeunea ornata ingår i släktet Diplasiolejeunea och familjen Lejeuneaceae. Inga underarter finns listade i Catalogue of Life.